# Casal de la Dona (Sant Adrià de Besòs)
El Casal de la Dona és un edifici de mitjan segle xix de Sant Adrià de Besòs (Barcelonès). Al llarg de la seva història ha tingut diversos usos: habitatge, escola, jutjat, entre d'altres. Actualment, des de 1984, té el seu ús actual com a casal de la dona de l'associació de dones de Sant Adrià.

## Descripció
Edifici de planta i pis entre mitgeres amb dues façanes, la principal és a la plaça de la Constitució i la lateral al carrer Major. És de planta rectangular, amb coberta de teula àrab a dues aigües i carener paral·lel a la façana principal. El revestiment és un estucat en fred imitant un carreuat de pedra natural. Ara no es veu bé perquè ha estat repintada. Juga amb dos tons tot ressaltant els elements en relleu: cornises, sòcol, faixes. El coronament de la façana principal està resolt amb un frontó semicircular d'arc carpanell. La façana lateral està rematada amb acrotera de triple curvatura recolzada sobre cornisa. A les obertures hi ha llindes decoratives en forma d'arc escarser. El balcó originàriament tenia una balustrada que es va substituir per una barana de ferro. A l'interior destaca l'escala amb graons de pedra artificial i barana i muntants de ferro.

## Notícies històriques
Se sap, pel registre de la propietat de Santa Coloma, que a mitjan segle xviii en aquest mateix lloc hi havia una casa de planta baixa més soterrani destinada a habitatge. El 25 de maig de 1885 el ple de l'Ajuntament acordà dur a terme una permuta amb Agustí Lloberas (alcalde de Sant Adrià entre 1873 i 1874) entre la casa de la plaça de la Constitució i l'hostal de la carretera, on des de feia anys es reunia el consistori municipal. La casa es va reformar per millorar la imatge de l'immoble. Va tenir altres usos simultàniament. Va fer funcions d'escola fins al 1943, aleshores s'hi va instal·lar el Jutjat Municipal i el Registre Civil. Al traslladar-se l'Ajuntament va ser seu de la "jefatura" local del FET de las JONS i de la delegació Central Nacional-Sindicalista. Després d'una completa reforma s'hi va instal·lar l'ambulatori i de 1984 és el Casal de la Dona, associació de dones de Sant Adrià.